# Знахар (фільм)
Знахар (англ. Medicine Man) — американський пригодницький фільм 1992 року.

## Сюжет
Талановитий учений все життя шукає ліки проти раку. Для цього він забирається на край світу, в амазонські джунглі. Втративши зв'язок із зовнішнім світом, знахар полює за панацеєю проти смертельної хвороби в непрохідних лісах. В цей момент компанія, що фінансує його діяльність, посилає до Бразилії свого представника, яка повинна на місці розібратися в тому що відбувається. Їхні стосунки з первісної ворожнечі перетворюються на глибоке романтичне почуття. Але коли вони впритул підходять до довгожданої розгадки, на їх шляху встають жорстокі ділки. І життя мільйонів опиняються в руках тих, кому вони абсолютно байдужі.

## У ролях
- Шон Коннері — доктор Роберт Кемпбелл
- Лоррейн Бракко — доктор Рей Кран
- Жозе Вілкер — доктор Мігель Орнега
- Франциско Тсірен Тсер Ререме — Яхауса
- Еліас Монтейро да Сілва — Палала
- Едіней Марія Серріо Дос Сантос — Калана
- Бек-Кана-Ре Дос Сантос Кайапо — Імана
- Анджело Барра Морейра — Знахар
- Хосе Лаваті — урядовець

## Цікаві факти
- Режисер фільму Джон Мактірнен спочатку хотів знімати фільм «Знахар» у вічнозелених тропічних лісах Борнео, де він знімав п'ятьма роками раніше фантастичний бойовик «Хижак». Але, зробивши розвідувальну експедицію, він побачив, що все змінилося. Тропічні ліси винищувалися і попередніх місць уже не було. Це був наочний приклад того, про що оповідала картина «Знахар». МакТірнану довелося знімати фільм в джунглях Мексики, імпортуючи бразильських індіанців для зйомок фільму.
- Зачіска Шона Коннері в цьому фільмі в повторювала зачіску композитора Джері Голдсміта. Коннері і творці картини вирішили, що такий кінський хвіст дуже відповідає образу Роберта Кемпбелла.